# Beddengoed
Beddengoed is de overkoepelende benaming voor al het textiel dat op een bed gebruikt wordt. Beddengoed bestaat uit:
- laken
- sloop
- moltondeken, ook wel onderlaken genoemd, die de matras beschermt
- dekbedovertrek dat om het dekbed heen zit
- elektrische deken
- dekens, vaak van wol of acryl; in onbruik geraakt en vervangen door het dekbed.

## Geschiedenis
In het verleden (voor de jaren 70 van de twintigste eeuw) was het beddengoed vooral wit. Later, met de komst van de mode in de slaapkamer, werd het beddengoed kleuriger.